# 石门水库 (融安)
石门水库是中国广西壮族自治区柳州市融安县境内的一座水库，位于融江支流石泯河上，建于1976年。水库正常库容为1430万立方米，集雨面积为135平方千米。